# شاهمار (گیلانغرب)
شاهمار، روستایی از توابع دهستان دیره بخش مرکزی شهرستان گیلانغرب در استان کرمانشاه ایران است.

## مردم
ساکنان روستای شاهمار همچون سایر روستاهای شهرستان گیلانغرب به زبان کردی و گویش کلهری سخن میگویند و پیرو دین اسلام و مذهب تشیع می‌باشند.

## جمعیت
این روستا در دهستان دیره قرار دارد و براساس سرشماری مرکز آمار ایران در سال ۱۳۸۵، جمعیت آن ۲۰۵ نفر (۴۹خانوار) بوده‌است.